# Linda Lorenz
Imelda Angélica Santaya Tuesta (1945), conocida en el mundo artístico como Linda Lorenz, es reconocida como bolerista internacional por su destacada trayectoria y voz romántica surgida desde un rincón de la Amazonía peruana.

## Biografía
Nació en Yurimagüas el 19 de mayo de 1945. Empezó a cantar a los 8 años en el coro de la iglesia y poco a poco fue abriéndose paso hasta alcanzar la cima del éxito, al pisar suelo limeño y subirse a escenarios que nunca pensó.
Cuando surgió al mundo artístico, los discos de larga duración, los long play, los mini play y los de 45 rpm estaban de moda. Desde que se subió a un escenario peruano todos creían que era extranjera y no nacional.
Linda Lorenz es reconocida por los latinoamericanos como “la voz del bolero”, lugar que se ha ganado canción a canción alternando con los más destacados del mundo internacional de la música romántica.

## Éxito
Con su tema “Cárcel de Amor”, fue ubicada en el primer lugar en el Hit Parade Latino de New York, incluso la revista “Billboard” la reconoció como “la mejor voz de la música romántica”, entre otros premios y reconocimientos ganados. Es importante recalcar que este éxito lo alcanzó de la mano del desaparecido músico argentino Peter Dellis, quien la acompañó en esta grabación y durante la mayor parte de su carrera.

## Su retorno a Alto Amazonas
Al celebrarse los 144 años de creación política de la provincia de Alto Amazonas, Linda Lorenz a sus 45 años de vida artística regresó a su pueblo en virtud de una invitación de la Municipalidad, donde regaló sus mejores canciones a sus paisanos.
Las actividades concluyeron el domingo 7 de febrero y en sesión solemne que reunió a autoridades locales y a un significativo público en el auditorio municipal, Linda Lorenz, recibió de manos de la regidora Juanita Tuesta Salazar, la resolución de reconocimiento por su destacada carrera artística rubricada por el alcalde Héctor Hidalgo Rojas, así como también fue impuesta la Medalla de Honor de la provincia.

## Actualidad
Con 71 años de vida, Lorenz radica actualmente en Lima, es docente activa del nivel primaria y sigue cantando en los principales casinos de la capital, en el interior del país y en el extranjero.